# Študentski znanstveni krožek slavistov univerze Bielsko-Biala
Študentski znanstveni krožek slavistov univerze Bielsko-Biała je organizirana dejavnost študentov, ki se ukvarja s področjem slavistike.

## Opis krožka
Krožek deluje od 17. decembra 2002, torej odkar je na univerzi v Bielsko-Białi nastala slavistika. Krožek zajema naslednja področja: spletne strani, film, kulturo in civilizacijo, prevajalstvo, v oviru rusistike pa kulturo in trenutno dogajanje. Vsak od teh sektorjev ima svojega predstavnika.

## Glavni cilji krožka
- razširitev znanja o slovanskih državah in jezikih,
- udeležitev v znanstvenih raziskavah,
- pomoč  študentom oddelka za humanistiko pri znanstvenem razvoju,
- skrb za podobo univerze Bielsko-Biała,
- spodbujanje sodelovanja med študenti,
- iskanje stikov z določenimi podjetji, ki sodelujejo s študenti.

## Dejavnost krožka v praksi
Člani pripravijo oglasno desko na kateri izobesijo aktualne in zanimive članke, slike izletov ter ostale pomembne in zanimive informacije. Organizirajo izlete, prirejajo zabave in večer božičnih pesmi. Vsako leto organizirajo tudi prevajalske delavnice. Po končanih delavnicah pripravijo podelavniško publikacijo s prevajanimi besedili. V okviru svetovnih dnevov slovenskega filma so novembra 2005 pripravili Pregled slovenskih filmov, maja 2006 pa slovenski in slovaški pesniški večer, kjer so pesmi brali Alenka Jensterle-Doležal, Meta Kušar in Primož Repar iz Slovenije in Stanislava Chrobakova-Repar s Slovaške. Krožek organizira tudi zabave s slovansko tematiko, na primer junija 2006 so organizirali zabavo s slovansko glasbo v Galeriji Wzgorze F. Kukioły, novembra 2006 zabavo s prerokovanjem v čast svetemu Andreju in februarja 2007 zabavo v čast svetemu Metodu.
Člani krožka so pomagali tudi pri organizaciji srečanja z Vladom Žabotom, predsednikom Društva slovenskih pisateljev. Srečanje je bilo organizirano v okviru dnevov slovenske literature, ki jih je organiziral center za slovenščino. Nazadnje so organizirali slovanski teden s slovansko kuhinjo, filmi, slovanskim petjem ljudske in popularne glasbe, predstavitvami slovanskih držav in zabavo s slovansko tematiko.